# George Herbert
George Herbert, britanski filozof, 3. april 1593 – 1. marec 1633 (39 let). 

### Uvod
George Herbert je bil valižanski pesnik, govorec in duhovnik Anglikanske cerkve. Velja za enega vrhunskih nabožnih britanskih pesnikov. 
Rodil se je v bogati angleški družini, ki je svojo pozornost od nekdaj posvečala umetnosti, kar mu je leta 1609 omogočilo vpis na univerzo Trinity College v Cambridgeu. Tam je diplomiral, leta 1623 pa naredil še magisterij. Čeprav se je šel šolat za duhovnika, je tam dobil mesto glavnega govornika univerze. To je pritegnilo pozornost kralja Jakoba I. in mu kasneje prineslo službo v parlamentu med letoma 1624 in 1625.
Po kraljevi smrti se je Herbert zopet začel zanimati za govorništvo. V svojih tridesetih se je odrekel posvetnim službam in do smrti prevzel mesto rektorja na podeželski župniji Fugglestone St Peter. Znan je bil po svoji veliki radodarnosti. Skrbel je za sodelavce, ko so bili ti bolni, revnim pa je pomagal s hrano in oblačili. 

### Biografija

#### Mladost in izobrazba
George Herbert se je rodil 3. aprila 1593 v vasi Montgomery v Walesu. Bil je sin Richarda Herberta in njegove žene Magdalene Newport. Bil je eden od desetih otrok. Njegova družina je bila bogata in vplivna. Njegov oče je bil nekaj časa član parlamenta. Njegov najstarejši brat je podedoval očetovo premoženje in je bil imenovan za barona (Herbert, baron Cherburyjski). Ko je bil Herbert star 12 let, se je vpisal na Westminstrsko šolo v Londonu. Pridobil je štipendijo na Trinity College v Cambridgeu in diplomiral leta 1616, pri 23 letih. Leta 1624 je postal član parlamenta. Kljub temu, da je takšna pozicija običajno zahtevala predhodno kariero na sodišču, mu je kralj James 1. naredil uslugo, toda okoliščine so nasprotovale Herbertu. Kralj je umrl leta 1625 in Herbert se je namesto nadaljevanja politične kariere odločil za prihodnost v cerkvi.  

#### Duhovništvo
Leta 1629 se je Herbert odločil, da postane duhovnik. Naslednje leto je postal župnik v podeželski župniji Fugglestone St Peter, blizu Salysburyja. Odgovoren je bil za 2 manjši cerkvi: St Peter at Fugglestone iz 13. stoletja in kapelo St Andrew at Bemerton iz 14. stoletja, kjer je tudi živel, pridigal in pisal pesmi. Z lastnim denarjem je pomagal tudi pri obnovi cerkve v Bemertonu. 
Tik preden je postal župnik, se je poročil. Z ženo sta posvojila tri sirote. Dvakrat tedensko je Herbert odpotoval v Salisbury, da se je udeležil bogoslužja v katedrali.
Herbert je bil večino življenja krhkega zdravja. Leta 1633 je umrl za sušico (tuberkulozo), star nepolnih 40 let. Pokopan je v cerkvi Sv. Andreja v Bemertonu.

### Poezija
Pisal je poezijo v angleščini, latinščini in grščini. Leta 1633 so bile vse njegove pesmi objavljene v zbirki ˝The Temple: Sacred Poems and Private Ejaculations˝. Vse njegove pesmi govorijo o veri. V pesmi “The windows” primerja pravičnega duhovnika s steklom, skozi katerega božja luč sveti učinkovitejše kot v njegovih besedah. Njegovo poezijo je v 17. stoletju Richard Baxter komentiral s temi besedami: ˝Herbert govori o Bogu kot nekdo, ki resnično verjame v Boga in čigar poslanstvo na svetu je povezava z Bogom. Pesmi so oblikovane tako, da poudarijo njihov pomen, z zapletenimi rimami in stancami ter kombinacijo različnih dolžin posameznih verzov. Najboljši primer tega je pesem “The Altar” (Oltar), kjer je z različno dolžino verzov oblikoval oltar. Drug primer tega je pesem “Easter Wings”, kjer so besede natisnjene preko dolžine lista in oblikujejo krila, ki se odpirajo in zapirajo. 

### Proza
George Herbert je napisal le eno prozno delo, "Priest to the Temple" (znano tudi kot "The Country Parson"). To delo je namenil podeželskim duhovnikom, v njem pa jim svetuje, kako običajne predmete uporabljati za božje namene. Prva izdaja knjige je bila izdana leta 1652, kateri je Barnabas Oley dodal nepodpisan predgovor, kar je Izaak Walton kasneje uporabil kot vir za Herbertovo biografijo, ki jo je izdal leta 1670. Drugi izdaji je bil dodan nov, tokrat podpisan, predgovor. 
Kot mnogi njegovi sodobniki, je tudi Herbert zbiral pregovore. Leta 1640 je tako izdal knjižico z več kot 1000 angleškimi aforizmi (izvorno iz mnogih držav in kultur). V delu Barnabasa Oleya je bilo 1952 v delu "Herbert's Remains" (preved. Herbertovo izročilo) izdanih še 150 dodatnih aforizmov. 

### Zapuščina
Prva upodobitev Herberta v umetnosti je nastala mnogo let po njegovi smrti. Robert White je leta 1674 izdelal graviran portret za Waltonovo biografijo. Ta sedaj visi v Narodni portretni galeriji (National Portrait Gallery).
Kasneje, leta 1860, je William Dyce (škotski slikar) naslikal prvo oljno sliko Herberta, imenovano »Georger Herbert at Bemerton«. Upodobil je Herberta na sprehodu ob reki, ki v roki drži knjigo z nabožno vsebino. 
Herbert pa je bil največkrat upodobljen v vitražnih oknih, mnogo katerih je še danes v cerkvah in katedralah, mdr. v Westminstrski opatiji in stolnici v Salisburyu. V slednji ima postavljen tudi kamnit spomenik. 
V Anglikanski cerkvi George Herbert goduje 27. februarja, v luteranski pa 1. marca. 

### Dela
•	1623: Oratio Qua auspicatissimum Serenissimi Principis Caroli.
•	1627: Memoriae Matris Sacrum, printed with A Sermon of commemoracion of the ladye Danvers by John Donne... with other Commemoracions of her by George Herbert (London: Philemon Stephens and Christopher Meredith).
•	1633: The Temple, Sacred Poems and Private Ejaculations. (Cambridge: Printed by Thomas Buck and Roger Daniel).
•	1652: Herbert's Remains, Or, Sundry Pieces Of that sweet Singer of the Temple consisting of his collected writings from A Priest to the Temple, Jacula Prudentum, Sentences, & c., as well as a letter, several prayers, and three Latin poems.(London: Printed for Timothy Garthwait)
•	1703: The Temple : sacred poems and private ejaculations. London: Jeffery Wale
•	1881: T. Y. Crowell, ed.. The Works of George Herbert in Prose and Verse: Edited from the Latest Editions, with Memoir, Explanatory Notes, Etc
•	2003: Blythe, Ronald, ed. A Priest to the Temple Or the Country Parson: With Selected Poems. Hymns Ancient and Modern. 